# 西田龍雄
西田 龍雄（にしだ たつお、1928年11月26日 - 2012年9月26日）は、日本の言語学者、京都大学名誉教授、学術情報センター名誉教授、元日本学士院会員、文化功労者、日本学士院恩賜賞受賞。

## 経歴
1928年、大阪市で生まれた。1948年、京都大学文学部に入学。言語学専攻で学び、1951年に卒業。卒業後は同大学大学院に進学し、1956年に修了。
卒業後は、1956年4月より京都大学文学部非常勤講師。1958年7月、同助教授に就任。同年10月から翌年5月まで、ビルマへ研究出張。1959年、京都大学の村田治郎(建築学)が主宰して進められていた共同研究成果『居庸関』の成果により、日本学士院賞を共同受賞。
1962年、学位論文『西夏文字の分析並びに西夏語文法の研究』を京都大学に提出して文学博士の学位を取得。1963年5月から6月にかけて、東京外国語大学アジア・アフリカ言語文化研究所設立準備のために欧州諸国へ研究出張。1964年9月から65年2月、タイ王国へ研究出張。1970年3月から71年1月まで、文部省在外研究員としてソビエト連邦などに出張。1972年、京都大学文学部教授に昇格。1978年から79年には、文学部長を務めた。1992年に京都大学を定年退官し、名誉教授となった。
その後は、1992年から学術情報センター副所長・教授。1994年3月に学術情報センター副所長を退任、名誉教授となった。1997年より財団法人東洋文庫研究員。1999年、日本学士院会員に選出。2001年1月には、講書始の儀で「西夏文字研究の新段階」を進講。2012年9月26日心不全のため京都府宇治市で死去。没日づけをもって正四位に叙された。
学界では、1979年から1981年まで日本言語学会会長を務めた。

### その他役職
- 京都大学評議員(1976年～1978年)
- 京都大学附属図書館長(1986年～1992年)。
- 日本学術会議会員(第13期：1985年～1988年)
- 国立大学図書館協議会副会長(1986年～1989年)

## 受賞・栄典

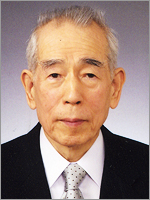
文化功労者顕彰に際して公表された肖像写真

- 1959年：共同研究『居庸関』により日本学士院賞を共同受賞。
- 1968年：『西夏語の研究』の成果により日本学士院賞、日本学士院恩賜賞を受賞。
- 1992年：大同生命地域研究賞を受賞。
- 1994年：朝日賞を受賞[6]。
- 2003年：瑞宝重光章。
- 2005年：京都府文化賞特別功労賞受賞。
- 2008年：文化功労者。
- 2012年：正四位

## 研究内容・業績
専門は東洋言語学。特に、チベット・ビルマ諸語の研究。1950年代末からの西夏文字の解読の仕事が高く評価された。映画「敦煌」（1988年公開）での監修考証にも協力している。

## 著書

### 単著
- 『西夏語の研究 ― 西夏語の再構成と西夏文字の解読』座右宝刊行会、1964年
- 『生きている象形文字 モソ族の文化』中公新書、1966年
- 『西夏文字 ― その解読のプロセス』紀伊国屋新書、1967年(単行版復刻 紀伊国屋書店、1994年)
- 『西番館訳語の研究 チベット言語学序説』松香堂、1970年
- 『緬甸館訳語の研究 ビルマ言語学序説』松香堂、1972年
- 『多続訳語の研究 新言語トス語の構造と系統』松香堂、1973年
- 『西夏文華厳経』京都大学文学部、1975年-1977年
- 『アジアの未解読文字 その解読のはなし』大修館書店、1982年
- 『漢字文明圏の思考地図 東アジア諸国は漢字をいかに採り入れ、変容させたか』PHP研究所、1984年
- 『西夏文字の話 シルクロードの謎』大修館書店、1989年
- 『西夏王国の言語と文化』岩波書店、1997年
- 『東アジア諸言語の研究〈1〉』京都大学学術出版会、2000年
- 『生きている象形文字』五月書房、2001年
- 『アジア古代文字の解読』中公文庫、2002年
- 『西夏語研究と法華経 1-4』東洋哲学研究所、2007年

### 共編著ほか
- 『講座言語 第5巻 世界の文字』、大修館、1981年
- 『言語学を学ぶ人のために』世界思想社、1986年
- 『文字贔屓 文字のエッセンスをめぐる3つの対話』河野六郎、三省堂、1995年
- 『言語学大辞典 別巻』河野六郎、千野栄一共編著、三省堂、2001年
- 『東方学 第119号「学問の思い出」西田龍雄博士を囲んで』東方学会、2010年1月[7]

## 資料
- 「略年譜」『追悼 西田龍雄先生』[8]